# 658
658 (DCLVIII) je bilo navadno leto, ki se je po julijanskem koledarju začelo na ponedeljek.

## Dogodki
- propad Samove plemenske zveze
- Obri zasedejo Moravsko
- Karantanci vdrejo in plenijo na Bavarskem

## Smrti
- Erhinoald, dvorni majordom Nevstrije in Burgundije (* ni znano)
- Samo, frankovski kralj Slovanov